# Amorpha roemeriana
Amorpha roemeriana är en ärtväxtart som beskrevs av Scheele. Amorpha roemeriana ingår i släktet segelbuskar, och familjen ärtväxter. Inga underarter finns listade i Catalogue of Life.